# 神戸市立科学技術高等学校
神戸市立科学技術高等学校（こうべしりつかがくぎじゅつこうとうがっこう）は、兵庫県神戸市中央区に所在する市立の工業高等学校である。

## 概要
1938年創立の神戸市立松野実業学校を起源とする神戸市立神戸工業高等学校と神戸市立御影工業高等学校を統合再編し、2004年に発足した。
校名は「科技高」と略されることが多いが、全国に複数存在する科学技術高校のほとんどが「科技高」と称されるため注意が必要である。全国大会などでは混同を避けるため便宜的に「神戸科技(高)」などと略される。全校生徒は約1,100名である。
校舎は、定時制の神戸市立神戸工科高等学校と共用している。設備面では、クーラーやエレベーターなどもあり恵まれている。甲南大学、立命館大学と高大連携が進んでおり、インターンシップも盛んである。
また、部活動が非常にさかんで、多くの運動部が県の高い水準にあり近畿・全国大会などでも活躍している。2006年インターハイでは陸上競技の女子槍投げで優勝。男子4x400mリレーでも準決勝に進出。サッカーの全国大会では「神戸科学技術」のチーム名で出場した。2009年インターハイではサッカー部がベスト8に入った。 
当校南側の神戸臨港線跡に整備された遊歩道に約400メートルにわたりミニSL用の線路が敷設されている。
2018年に、高等学校では日本で唯一の防災士研修教育機関として認定された。

## 設置学科
- 機械工学科
- 電気情報工学科
- 都市工学科
- 科学工学科

## 沿革

### 神戸市立松野実業学校
1938年　2年制乙種実業学校として、機械、電気、工芸、商業の4学科で創立。

### 神戸市立第一工業学校
1943年　4年制の甲種工業学校に転換され、神戸市立第一工業学校と改称。機械、電気、建築の3科となり工芸科は廃止、商業科は神戸市立商業拓殖学校として分離。

### 神戸市立第一機械工業学校・神戸市立第一電気工業学校・神戸市立造船工業学校
1944年　戦時体制下の非常処置により3校に分割される。

### 神戸市立第一機械工業学校・神戸市立第一工業学校
1946年　終戦により第一電気工業学校・造船工業学校が統合され神戸市立第一工業学校と校名変更。

### 神戸市立神戸工業高等学校・神戸市立兵庫工業高等学校
1948年4月　学制改革により、神戸市立第一機械工業学校は神戸市立神戸工業高等学校、神戸市立第一工業学校は神戸市立兵庫工業高等学校となる。

### 神戸市立神戸工業高等学校
1948年9月　神戸市立神戸工業高校と神戸市立兵庫工業高校が統合され、神戸市立神戸工業高等学校となる。

### 神戸市立神戸工業高等学校・神戸市立御影工業高等学校
1963年　電気科および電気通信科が分離独立し神戸市立御影工業高等学校が発足。

### 神戸市立科学技術高等学校
2004年　神戸市立神戸工業高校と神戸市立御影工業高校が再統合され、現校地にて開校。

## 交通機関
- JR神戸線（東海道本線）「灘駅」徒歩3分。
- 阪神本線「岩屋駅」徒歩5分、又は「春日野道駅」徒歩10分。
- 阪急神戸本線「王子公園駅」又は「春日野道駅」徒歩10分。

山陽新幹線からは新神戸駅で下車後、地下鉄新神戸駅→三宮駅、JR神戸線三ノ宮駅→灘駅。

新神戸駅よりタクシーを利用する場合、所要時間約5～10分で到着し、740円～820円。

## 部活動
運動系
- 硬式野球
- サッカー
- 陸上競技
- ハンドボール
- ソフトテニス
- 硬式テニス
- 弓道
- 水泳
- バスケットボール
- バレーボール
- 柔道
- 剣道
- 空手
- 卓球
- ラグビー
- ボクシング

文化系
- 美術
- 放送
- 情報メディア
- 書道
- コンピュータ
- 機械工作
- 生活科学
- 茶華道
- 吹奏楽（旧ブラスバンド）

ものづくり系
- 木工研究会
- バイオ研究会
- 科学技術研究会
- 電子回路研究会
- 都市工学研究会（旧都市模型研究会）
- 電気工事研究会
- 鉄道研究会
- 空飛ぶ車いす研究会

## 歴代校長
- 第1代目 常本 明（2004年4月 - 2006年3月）
- 第2代目 川崎 正幸（2006年4月 - 2009年3月）
- 第3代目 北田 哲 (2009年4月 - 2012年3月)
- 第4代目 橋本 基宏　(2012年4月 - 2015年3月)
- 第5代目 井町 豊志   (2016年4月 - 2018年3月)
- 第6代目 高島 日出夫（2018年4月 - 2021年3月）
- 第7代目 森田 哲司　（2021年4月 - ）

## 著名な出身者
- 伊佐耕平 - サッカー選手
- 伊丹祐貴 - 吉本新喜劇座員
- 稲垣雄太 - サッカー選手
- 卜部兼慎 - バスケットボール選手
- 金正也 - サッカー選手
- 小原充誠 - ラグビー選手
- 道原紀晃 - バスケットボール選手
- 肥爪駿 - ラグビー選手
- 藤谷壮 - サッカー選手
- 船曳涼太 - ラグビー選手
- 桝本純也 - バスケットボール選手
- 松井一矢 - トライアスロン選手
- 和田倫季 - サッカー選手